# Den sista dokusåpan
Den sista dokusåpan är en humor/skräckminiserie i åtta delar som visades på TV6 våren 2012. Serien är regisserad av Oskar Mellander och skriven av Måns Wide (avsnitt 1,4,5,6) och Thobias Hoffmén (avsnitt 2,3,7,8) efter en idé av Tord Danielsson och Jonas Alassaad.

## Handling
En ny sjukdom har spridit sig i Sverige och snart kommer alla som blir smittade bli förvandlade till monster.
Abbe (Filip Berg) är 20-årig kille med drömmar om att slå igenom i media, men han har inte uppnått nånting med sitt liv. Plötsligt blir Abbe uppringd av ett produktionsbolag som han sökt praktikplats på. Abbe åker in till bolaget och träffar Micke B (Christian Wennberg) som ger honom i uppgift att göra en bakomfilm till sitt nya program, "Den Sista Dokusåpan", där den ultimata dokusåpakändisen ska koras. Abbe faller genast för dokusåpans kvinnliga programledare Sofie Darnell (Cecilia Forss). Efter förfesten kör gänget iväg till inspelningen men på vägen blir alla attackarade av hyperaggressiva människor. Abbe, Sofie och deltagarna flyr för sina liv och hittar en övergiven stuga där de kan gömma sig. Micke B hittar bussen men flyr iväg när han blir attackerad av flera psykotiska människor. Han hittar stugan förföljd av de psykotiska människorna och lyckas i sista stund ta sig in, men de är nu belägrade. Abbe identifierar de psykotiska människorna som zombies. Flera dagar går och maten börjar ta slut. De kan inte stanna kvar längre. Nu måste de på nått sätt ta sig därifrån oskadda och överleva de växande horderna med infekterade.

## I rollerna
- Filip Berg - Abbe
- Cecilia Forss - Sofie Darnell
- Christian Wennberg - Micke B
- Andreas La Chenardiere - Peppe
- Gloria Tapia - Shirin
- Kim Anderzon - Abbes Farmor
- Matti Boustedt - Banditledaren
- Erik Wilandh - Rånare 1
- Ale Ottenby - Rånare 2
- Johan S. - Prickskytt (Rånare 3)
- Karl Andersson - Stefan
- Patrik Sjöberg - sig själv
- Lill-Babs - sig själv

### Deltagarna
- Sibel Redzep
- Jane Timglas
- Robert "Robinson-Robban" Andersson
- Joakim "Jockiboi" Lundell
- Andreas ”PW” Plogell Wigren
- Eva Nazemson
- Meral Tasbas
- Simon Danielsson
- Vanita Bergman
- Daniel Paris

### Zombies
- Ebba Raab
- Pernilla Thelenius
- Pekka Lampela
- Fredrik Blom
- Magnus G. Bergström
- Frida K. Eriksson
- Hugo Andersson
- Anna Tribbler
- Caroline Af Ugglas
- Rolf Nilsson
- Viking Almquist
- Khan Mäkinen
- Anders Muammar
- Viktor Matiesen
- Victoria Eriksson
- Slawek Rynkiewicz
- Per Kåks
- Maria Guvå
- Jonas Svansäter
- Meeri Torell
- Lisa Holström
- Johan Roman
- Nicole Fastborg